# Helina garmsi
Helina garmsi är en tvåvingeart som beskrevs av Zielke 1974. Helina garmsi ingår i släktet Helina och familjen husflugor.
Artens utbredningsområde är Zambia. Inga underarter finns listade i Catalogue of Life.